# Josef Redtenbacher
Josef Redtenbacher (Kirchdorf an der Krems, 13 marzo 1810 – Vienna, 5 marzo 1870) è stato un chimico austriaco.

## Biografia
Era il fratello all'entomologo Ludwig Redtenbacher (1814-1876), studiò medicina e botanica presso l'Università di Vienna; fu influenzato dal lavoro del mineralogista Friedrich Mohs. Dopo la laurea, rimase a Vienna come assistente del chimico Joseph Franz von Jacquin. In seguito viaggiò in Germania, dove studiò mineralogia e chimica organica sotto gli insegnanti: Heinrich Rose a Berlino e con Justus von Liebig all'Università di Giessen.
In seguito, divenne professore di chimica presso l'Università di Praga, e nel 1849, tornò a Vienna come successore di Adolf Martin Pleischl. Poco prima della sua morte, stava progettando, insieme all'architetto Heinrich von Ferstel, la costruzione di un nuovo laboratorio universitario di Vienna.
Egli è accreditato per le scoperte sull'acroleina e acido acrilico. Svolse anche importanti ricerche che coinvolsero la composizione della taurina.